# ジェラシーを微笑みにかえて
「ジェラシーを微笑みにかえて」（ジェラシーをほほえみにかえて）は、吉川晃司が1992年8月5日にリリースした15枚目のシングル。

## 解説
テレビ番組『OH!エルくらぶ』（1992年、テレビ朝日）オープニングテーマに起用され、アルバム『Shyness Overdrive』（1992年）からの先行シングルとして発売された。
タイトルとしても使用されている「ジェラシー」とは、単純に嫉妬という意味だけでなく、日常の不満を込めた意味合いを持たせており、『サビの「ジェラシー」という歌詞は「チクショー!」と置き換えてくれればいい』と吉川は語っている。

## 収録曲
1. ジェラシーを微笑みにかえて
作詞・作曲：吉川晃司／編曲：吉田建、吉川晃司
2. RAIN BEAT
作詞：吉川晃司、朝水彼方／作曲：吉川晃司／編曲：吉田建、吉川晃司
3. ジェラシーを微笑みにかえて (original KARAOKE)

## 参加ミュージシャン
- 青山純 - ドラムス
- 吉田建 - ベース
- 小倉博和 - エレクトリックギター、ソロギター
- 富樫春生 - キーボード、アコースティックピアノ

## 収録アルバム
- ジェラシーを微笑みにかえて
  - Shyness Overdrive（1992年）
  - GOLDEN YEARS VOL.I（1993年）
  - LIVE GOLDEN YEARS 20th（2004年）
  - DON'T STOP ME NOW（1997年）
  - BEST BEST BEST 1989-1995（2005年）
  - Disco K2 〜Kikkawa Koji Dance Remix Best〜（2007年）
  - KEEP ON SINGIN'!!!!!〜日本一心〜（2011年）
  - SINGLES+（2014年）
- RAIN BEAT
  - Shyness Overdrive（1992年）